# Yvonne Brunen
Yvonne Anna Margaretha Brunen (nascida em 4 de fevereiro de 1971) é uma ex-ciclista profissional holandesa que representou os Países Baixos em duas provas de ciclismo de estrada nos Jogos Olímpicos de Verão de 1996. Tornou-se profissional em 1993.